# ألكسندر د. غود
ألكسندر د. غود (بالإنجليزية: Alexander D. Goode)‏ هو حاخام أمريكي، ولد في 10 مايو 1911 في بروكلين في الولايات المتحدة، وتوفي في 3 فبراير 1943 في SS Dorchester ‏.